# Lola Anglada
Maria Dolors Anglada Sarriera, også kendt som Lola Anglada og Estel (født 29. oktober 1892 i Barcelona, død 12. september 1984 i Tiana) var en catalansk illustratør og børnebogsforfatter.

## Liv og virke
Anglada udgav sine første illustrationer for børn i 1906. I 1916 havde hun sin første separatudstilling. Hun var politisk aktiv som feminist, catalansk nationalist og modstander af Primo de Riveras styre.
Anglada flyttede efter første verdenskrig til Paris og fortsatte sit virke som illustratør for franske forlag, men udgav også arbejder i Barcelona. Hun illustrerede bøger af kendte forfattere, men også lærebøger. I 1928 udgav hun En Peret med egen tekst og illustrationer, efterfulgt af Margarida og Monsenyor Llangardaix året efter og Narcís i 1930.
Politisk engagerede Anglada sig i Unió Catalanista. Hun stod på den republikanske side i den spanske borgerkrig, engagerede sig i
fagforeningen UGT og arbejdede for propagandaafdelingen i Generalitat de Catalunya. Efter borgerkrigen flyttede hun til Tiana.
Hun samlede på dukker og efterlod sin samling til Barcelona by. Den befinder sig i Museu Romàntic Can Llopis i Sitges.
I 1982 blev hun tildelt Sankt Georgskorset.